# Parakaryon myojinensis

Ilustração do Parakaryon myojinensis mostrando sua estrutura celular única, com parede celular, envoltório nuclear de camada única, e um único e grande endossimbionte (visto em secção), uma combinação não encontrada nem nos procariontes nem nos eucariontes. A célula possui 10 μm de comprimento.

Parakaryon myojinensis é um organismo monocelular conhecido a partir de um único espécime, descrito em 2012. Este possui características tanto dos procariontes, quanto dos eucariontes mas é aparentemente distinto dos dois grupos, fazendo-o único dentre os organismos descobertos até agora.

## Classificação
Não se conseguiu definir com clareza se P. myojinensis pode ser classificado como eucarionte ou como procarionte, os dois tipos de organismos conhecidos até agora. Esse organismo possui um  núcleo, assim como outros endossimbiontes (organismos que vivem dentro de outras células); logo, pareceria ser um eucarionte. Entretanto, o envoltório nuclear tem camada simples e não dupla, tal como nos outros eucariontes e o ADN/DNA está armazenado em filamentos. Não há retículo endoplasmático, complexo de Golgi, citoesqueleto, mitocôndria ou poros nucleares. Os ribossomos são encontrados tanto dentro quanto fora do núcleo..Adicionalmente às dificuldades de classificação, apenas um espécime desse organismo foi encontrado até agora e assim sendo, os cientistas não puderam observá-lo com mais profundidade.

## Nome
O nome do gênero, Parakaryon, vem do grego παρά (pará, próximo) e κάρυον (káryon, núcleo) e reflete sua posição entre os eucariotas e procariotas. O nome específico, myojinensis, reflete a localização na qual as amostras foram coletadas: as fontes hidrotermais no monte submarino de Myōjin (明神海丘, 32°06.2′N, 139°52.1′E) a um longa distância da costa do Japão, numa profundidade de 1240 m.